# Demot Car Company
Demot Car Company war ein US-amerikanischer Hersteller von Automobilen.

## Unternehmensgeschichte
C. H. Ritter gründete das Unternehmen im September 1909. Der Sitz war in Detroit in Michigan. George T. Homeier war Fabrikmanager und Guy Hamilton Chefingenieur. Beide hatten im Gegensatz zu Ritter schon Erfahrungen im Automobilbau gesammelt. Sie begannen 1910 mit der Produktion von Automobilen. Der Markenname lautete zunächst Demot und ab 1910 Demotcar, beides kurz für Detroit Motor Car. Im August 1910 kam es zum Bankrott. Unter Insolvenzverwaltung lief die Produktion noch bis 1911.
Ritter übernahm im Dezember 1911 die Reste des Unternehmens und reorganisierte es als Ritter Automobile Company mit Sitz in Madison.

## Fahrzeuge
Das einzige Modell war der 8/10 HP. Der Zweizylindermotor leistete 8 bis 10 PS. Das Fahrgestell hatte 203 cm Radstand. Der offene Runabout bot Platz für zwei Personen. Das Gewicht inklusive zweier Leute war mit rund 500 kg angegeben. Eine andere Quelle nennt einen Tourenwagen mit Windschutzscheibe und Verdeck sowie einen Roadster, jeweils zweisitzig.